# Drosera capensis

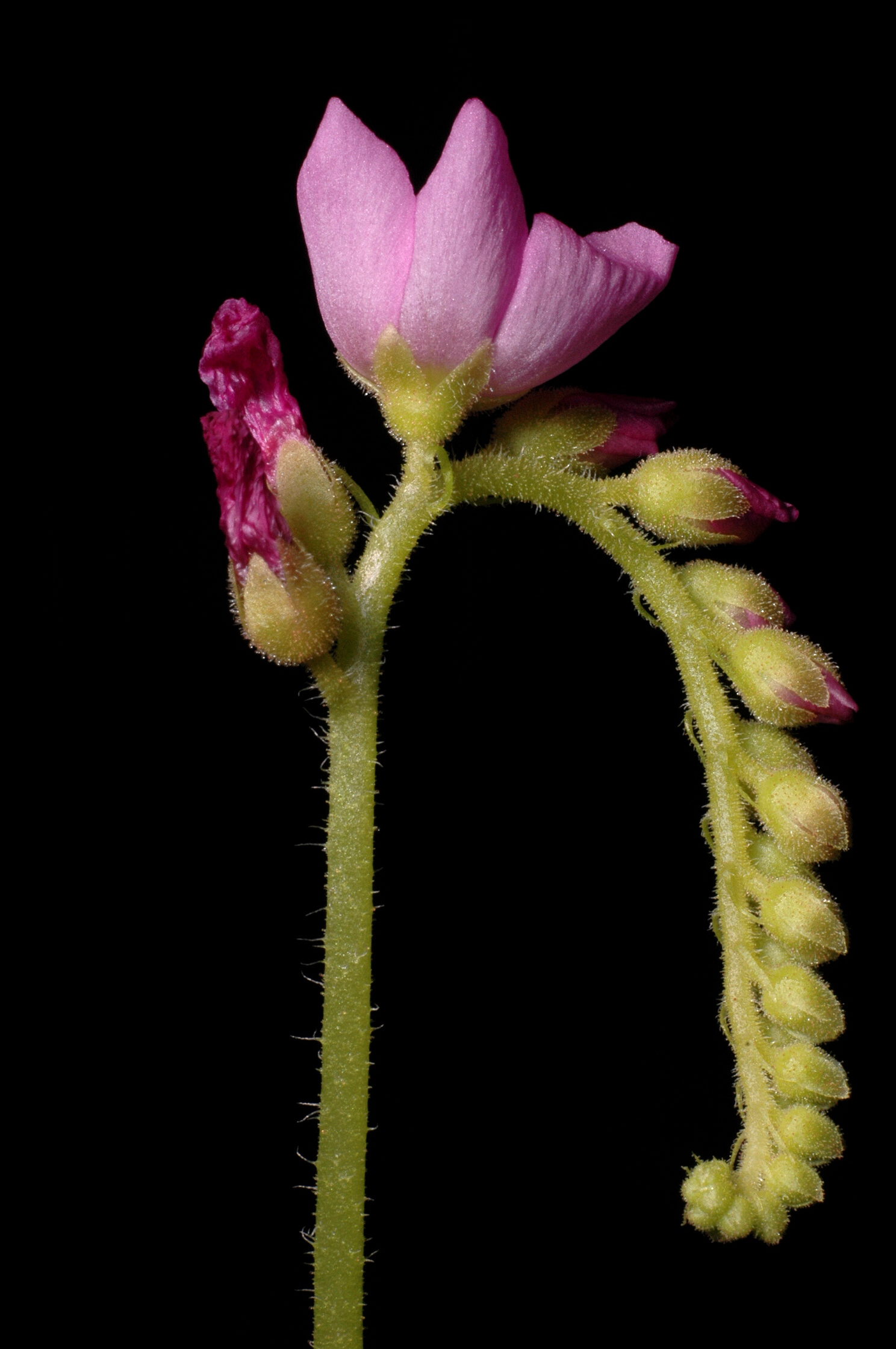
Drosera capensis en flor.

Drosera capensis es originaria de la provincia del Cabo, África de donde adopta su nombre. Es una especie resistente y de fácil cultivo, en comparación con otras plantas insectívoras.

## Descripción
Es una planta carnívora perenne de raíces rizomatosas y unos 30 cm de altura. Las hojas son lineares de 6,5 cm de largo, están recubiertas de unos vellos llamados tricomas que secretan un mucílago pegajoso cuya función es atrapar a los insectos que luego serán digeridos por las enzimas de la planta. Los escapos florales sostienen numerosas flores rosas de 1 cm de largo.

Las flores se abren individualmente por la mañana y se cierran al atardecer, durando cada una solo un día; las primeras flores en formarse pueden comenzar a abrirse mientras todavía se siguen formando flores en el tallo floral. Se autopolinizan tras cerrarse y producen una gran cantidad de pequeñas semillas, las cuales caen del capullo una vez seco. En condiciones favorables, estas semillas tienden a volar y depositarse en las proximidades dándole la reputación de planta de crecimiento y reproducción muy sencillo.

## Variedades
Hay muchas variedades, entre ellas:
- Drosera Capensis 'Wide Leaf':  similar a la especie tipo, pero produce hojas más anchas. Flores rosa vivo.
- Drosera Capensis 'Narrow Leaf': se diferencia de la variedad anterior en las hojas, de tan solo 6 mm.
- Drosera Capensis 'Red': como el nombre de la variedad indica es de color rojo, única característica que la diferencia de la forma 'Narrow Leaf'. Flores de color rosa oscuro.
- Drosera Capensis 'Albino': es también similar en forma a la variedad 'Narrow', pero sus flores son blancas y los tricomas de las hojas son transparentes con glándulas de color rosa pálido. También se la conoce como drosera capensis 'Alba'.[5]

## Cultivo
Se reproduce fácilmente por semillas, esqueje de hoja y división de rizoma. Es una planta resistente a temperaturas extremas si no es expuesta durante mucho tiempo. Además, es una de las especies que no requiere periodo de dormancia.
Crece muy bien en exposiciones soleadas y requiere agua con bajo contenido mineral. Se puede cultivar en invernaderos o en el exterior en climas tropicales, subtropicales, templados y mediterráneos

## Especie invasiva
Drosera capensis está en la lista del National Pest Plant Accord de Nueva Zelanda debido a que ha sido clasificada como especie invasiva en ese país.[cita requerida]
/

## Taxonomía
Drosera capensis fue descrita por Carlos Linneo y publicado en Species Plantarum 1: 282. 1753.

Etimología
Drosera: tanto su nombre científico –derivado del griego δρόσος (drosos): "rocío, gotas de rocío"– como el nombre vulgar –rocío del sol, que deriva del latín ros solis: "rocío del sol"– hacen referencia a las brillantes gotas de mucílago que aparecen en el extremo de cada hoja, y que recuerdan al rocío de la mañana.
capensis: epíteto geográfico que alude a su localización en la Provincia del Cabo en Sudáfrica.